# 胃苓湯
胃苓湯（いれいとう）は漢方薬のひとつ。平胃散と五苓散を合方した処方。

## 構成生薬
- 厚朴（コウボク）
- 蒼朮（ソウジュツ）
- 沢瀉（タクシャ）
- 猪苓（チョレイ）
- 陳皮（チンピ）
- 白朮（ビャクジュツ）
- 茯苓（ブクリョウ）
- 桂皮（ケイヒ）
- 生姜（ショウキョウ）
- 大棗（タイソウ）
- 甘草（カンゾウ）

## 効能・適応症
- 理気化湿、利水止瀉。
- 食あたり、暑気あたり、冷え腹、急性胃腸炎、腹痛などに用いる。

## 類方
- 半夏瀉心湯
- 六君子湯